# 平成筑豊鉄道伊田線
伊田線（いたせん）は、福岡県直方市の直方駅から同県田川市の田川伊田駅に至る平成筑豊鉄道の鉄道路線である。
旧日本国有鉄道（国鉄）の特定地方交通線であった九州旅客鉄道（JR九州）伊田線を承継した路線である。筑豊本線と同じく石炭を若松や戸畑の積出港へ運搬するために敷設された。伊田線は特定地方交通線の中では唯一、第三セクター転換前に複線化されている。

## 路線データ
- 管轄（事業種別）：平成筑豊鉄道（第一種鉄道事業者）
- 区間（営業キロ）：直方 - 田川伊田 16.1km
- 軌間：1,067mm
- 駅数：15駅（起終点駅含む）
- 複線区間：全線
- 電化区間：なし（全線非電化）
- 閉塞方式：複線自動閉塞式
- 最高速度：95km/h[1]
- IC乗車カード対応区間：なし

## 運行形態
昼間時間帯は1時間あたり2本運転で、このうち1本が田川線と直通し直方駅 - 行橋駅間に、もう1本が糸田線と直通し直方駅 - 田川後藤寺駅間に運行される。2013年3月16日のダイヤ改正で平日朝にも糸田線直通列車が設定されていたが、2021年3月13日のダイヤ改正で、平日・土休日も同じダイヤ編成となり朝の糸田線直通列車はなくなった。早朝や午前中、夜間には金田駅始発・終着の列車が数本運行されている。
糸田線・田川線ともども、ワンマン運転を実施している。

## 歴史
筑豊炭田から産出される石炭の輸送のため、後年の筑豊本線の支線として筑豊興業鉄道（ちくほうこうぎょうてつどう。後の筑豊鉄道）により建設された鉄道路線である。1893年に直方 - 金田間が開通した。1897年に九州鉄道に合併された後、1899年には豊州鉄道（現在の田川線）の伊田（現在の田川伊田）まで延伸され全通した。
直方 - 伊田間は、1911年に複線化され、この本線のほかにも、沿線の炭鉱に伸びる貨物支線を多数有していたが、筑豊炭田の衰退とともにそれも廃止されていった。それに伴い、伊田線自身も第3次特定地方交通線に選定され、九州旅客鉄道（JR九州）に承継後の1989年に糸田線・田川線とともに平成筑豊鉄道に転換された。
平成筑豊鉄道に転換後も、金田から延びる三井鉱山の専用鉄道からのセメント輸送のため、日本貨物鉄道（JR貨物）の貨物列車が直方 - 金田間に乗り入れ（貨物営業は平成筑豊鉄道）、金田 - 直方 - 門司港 - 外浜間に貨物列車が運転されていたが、荷主の三井鉱山がセメント事業から撤退したことにより、2004年3月末限りで廃止された。

### 年表

筑豊地区各線と伊田線との位置関係

- 1893年（明治26年）2月11日 筑豊興業鉄道 直方 - 金田間開業。金田駅を新設。
- 1894年（明治27年）8月15日 筑豊興業鉄道が筑豊鉄道に社名を改称。
- 1897年（明治30年）
  - 8月26日 （貨）金田駅を新設。
  - 10月1日 筑豊鉄道が九州鉄道に合併。
- 1898年（明治31年）
  - 2月9日 中泉駅を新設。
  - 3月29日 中泉 - 日焼間の貨物支線を開業。（貨）藤棚・（貨）日焼の両駅を新設。
- 1899年（明治32年）
  - 2月8日 本洞分岐点 - 本洞間の貨物支線を開業。（貨）本洞駅を新設。
  - 3月25日 金田 - 伊田間を延伸開業し、伊田駅で豊州鉄道（現在の田川線）と接続。
- 1900年（明治33年）
  - 9月9日 大城第一分岐点 - 大城第一間および大城第二分岐点 - 大城第二間の貨物支線を開業。（貨）大城第一駅および（貨）大城第二駅を新設。
  - 9月17日 糒駅を新設
- 1903年（明治36年）4月1日 方城分岐点 - 方城間の貨物支線を開業。（貨）方城駅を新設。
- 1904年（明治37年）4月1日 赤池分岐点 - 赤池間の貨物支線を開業。（貨）赤池駅を新設。
- 1907年（明治40年）7月1日 鉄道国有法により九州鉄道を買収し官設鉄道となる。
- 1908年（明治41年）
  - 3月11日 本洞分岐点を信号所に変更。
  - 3月28日 金田分岐点 - 金田間の貨物支線を開業し、本線上の貨物駅を支線に移設。
- 1909年（明治42年）
  - 1月1日 金田 - 堀川間の貨物支線を開業。（貨）堀川駅を新設。（貨）金田駅を金田炭坑駅に、金田分岐点を金田炭坑分岐点にそれぞれ改称。
  - 10月12日 国有鉄道線路名称制定にともない、直方 - 伊田間を伊田線とする。
- 1910年（明治43年）8月18日 赤池分岐点を信号所に変更。
- 1911年（明治44年）
  - 2月1日 本洞・赤池の両信号所を連絡所に変更。金田炭坑分岐点を連絡所に変更。
  - 9月1日 直方 - 金田間を複線化。
  - 12月28日 金田 - 伊田間を複線化。
- 1922年（大正11年）
  - 1月1日 本洞連絡所 - 本洞間の貨物支線を廃止。本洞連絡所を信号所に変更。
  - 4月1日 赤池・金田炭坑の両連絡所を信号場に変更。
  - 11月1日 御館山信号所を新設。本洞信号所を廃止。
- 1923年（大正12年）5月31日 大城第二分岐点 - 大城第二間の貨物支線を廃止。（貨）大城第二駅を廃止。大城第二分岐点を廃止。
- 1927年（昭和2年）6月20日 金田炭坑信号場 - 金田炭坑間の貨物支線を廃止。（貨）金田炭坑駅および金田炭坑信号場を廃止。
- 1930年（昭和5年）4月1日 大城第一分岐点を廃止し、貨物支線の起点を中泉駅に変更。方城分岐点を廃止し、貨物支線の起点を金田駅に変更。
- 1935年（昭和10年）10月1日 御館山信号所を廃止。
- 1937年（昭和12年）
  - 6月1日 （貨）赤池駅を赤池炭坑駅に改称。
  - 6月25日 赤池信号場を直方起点+0.3km移転し、駅に変更。
- 1945年（昭和20年）6月10日
  - 中泉 - 日焼間の貨物支線および（貨）日焼・（貨）藤棚の両駅を廃止し、中泉駅構内に併合。
  - 金田 - 堀川間の貨物支線および（貨）堀川駅を廃止し、金田駅構内に併合。
- 1964年（昭和39年）2月25日 中泉 - 大城第一間の貨物支線を廃止。（貨）大城第一駅を廃止。
- 1971年（昭和46年）3月15日 金田 - 方城間の貨物支線を廃止。（貨）方城駅を廃止
- 1978年（昭和53年）3月31日 赤池 - 赤池炭坑間の貨物支線を廃止。（貨）赤池炭坑駅を廃止
- 1982年（昭和57年）11月3日 伊田駅を田川伊田駅に改称。
- 1987年（昭和62年）
  - 2月3日 第3次特定地方交通線として廃止承認。
  - 4月1日 金田 - 田川伊田間の貨物営業を廃止。国鉄分割民営化により九州旅客鉄道（全線・第1種）・日本貨物鉄道（直方 - 金田間・第2種）が承継。
- 1989年（平成元年）10月1日 九州旅客鉄道（第1種）・日本貨物鉄道（第2種）から平成筑豊鉄道へ転換[2]。
- 1990年（平成2年）
  - 4月1日 市場・人見・上金田の各駅を新設[3]。
  - 10月1日 あかじ駅を新設[4]。
  - 12月22日 藤棚駅を新設。
- 1992年（平成4年）4月1日 下伊田駅を新設[5]。
- 1997年（平成9年）3月22日 ふれあい生力駅を新設。
- 1999年（平成11年）3月13日 田川市立病院駅を新設[6]。
- 2001年（平成13年）3月3日 南直方御殿口駅を新設。あかじ駅をあかぢ駅に改称。
- 2004年（平成16年）4月1日 直方 - 金田間の貨物営業を廃止。
- 2019年（令和元年）10月1日 - 伊田線・糸田線・田川線で駅ナンバリング導入[7]。

## 駅一覧
- 全駅福岡県内に所在。
- *印は転換時（後）に設置された新駅。
- 駅ナンバリングは田川線と共通であり、直方駅から田川線行橋駅に向かって通番となる。

| 駅番号 | 駅名            | 営業キロ | 営業キロ | 接続路線                                               | 所在地        |
| 駅番号 | 駅名            | 駅間     | 累計     | 接続路線                                               | 所在地        |
| ------ | --------------- | -------- | -------- | ------------------------------------------------------ | ------------- |
| HC1    | 直方駅          | -        | 0.0      | 九州旅客鉄道： 筑豊本線（福北ゆたか線：JC19）          | 直方市        |
| HC2    | 南直方御殿口駅* | 1.1      | 1.1      |                                                        | 直方市        |
| HC3    | あかぢ駅*       | 1.3      | 2.4      |                                                        | 鞍手郡 小竹町 |
| HC4    | 藤棚駅*         | 1.2      | 3.6      |                                                        | 直方市        |
| HC5    | 中泉駅          | 0.7      | 4.3      |                                                        | 直方市        |
| HC6    | 市場駅*         | 2.2      | 6.5      |                                                        | 田川郡 福智町 |
| HC7    | ふれあい生力駅* | 1.1      | 7.6      |                                                        | 田川郡 福智町 |
| HC8    | 赤池駅          | 0.9      | 8.5      |                                                        | 田川郡 福智町 |
| HC9    | 人見駅*         | 0.6      | 9.1      |                                                        | 田川郡 福智町 |
| HC10   | 金田駅          | 0.7      | 9.8      | 平成筑豊鉄道：糸田線                                   | 田川郡 福智町 |
| HC11   | 上金田駅*       | 1.8      | 11.6     |                                                        | 田川郡 福智町 |
| HC12   | 糒駅            | 1.2      | 12.8     |                                                        | 田川市        |
| HC13   | 田川市立病院駅* | 0.6      | 13.4     |                                                        | 田川市        |
| HC14   | 下伊田駅*       | 1.1      | 14.5     |                                                        | 田川市        |
| HC15   | 田川伊田駅      | 1.6      | 16.1     | 九州旅客鉄道： 日田彦山線（JI13） 平成筑豊鉄道：田川線 | 田川市        |

### 廃止区間
（貨）は貨物駅を表す。
- 中泉駅 - （貨） 藤棚駅 - （貨）日焼駅
  - 藤棚駅は現在の藤棚駅とは別。
- 中泉駅 - （貨）大城第一駅
- 中泉駅 - （貨）大城第二駅
- 赤池駅 - （貨）赤池炭坑駅
- 金田駅 - （貨）堀川駅
- 金田駅 - （貨）方城駅